# Shorapur
Shorapur és una vila al districte de Yadgir en l'estat indi de Karnataka.

## Història
Shorapur (Surapur) fou també el nom d'un antic estat tributari protegit, un samasthan tributari del nizam de Hyderabad a la cantonada sud-oest del territori del nizam. Limitava al nord amb territori del principat, i al sud amb el riu Kistna que el separava del doab de Raichur. La capital era Shorapur.
L'estat es va fundar al segle XIII per un cap bedar, una raça adivasi nombrosa aleshores a Karnataka i al sud de Maharashtra. Els sobirans portaven el títol de naiks o nayaks. Inicialment els bedars eren saquejadors però amb el temps van adquirir poder i van servir al sultà de Bijapur i al de Golconda, i en la lluita dels marathes contra Aurangzeb van ajudar els primers. Rarament mataven i no feien petits robatoris; el seu codi moral era alt i mai violaven un compromís, però eren analfabets.
Pel tractat de 1800 entre Hyderabad i Gran Bretanya, aquesta s'obligava a donar suport a les reclamacions justes del nizam sobre Shorapur. El 1823 el govern britànic va renunciar al tribut que li havia de pagar Shorapur i que fins al 1818 va estar pagant al peshwa maratha del que els britànics ocupaven el lloc jurídic, a canvi que el raja renunciés a certs drets de duana en relació amb alguns districtes britànics veïns. El 1828 es va iniciar a Shorapur una lluita per la successió i l'estat va caure en retards en els seus pagaments al nizam i el 1841 la part de l'estat al sud del riu Kistna fou cedida al nizam en compensació del deute. El mateix any fou enviat a l'estat el capità Gressly per informar de la situació. El va succeir després el capità Meadows Taylor (1842) que de fet va exercir l'administració després d'una sèrie d'intrigues per la successió (zanana), querelles domèstiques i actes d'extravagància de membres de la família reial. Les millores introduïdes per Meadows Taylor es van notar aviat i va seguir una època de prosperitat i orde. Taylor va deixar un detall de la seva administració en l'obra "Story of my life". Meadow Taylor va sortir de l'estat el 1853 i els afers van començar a anar mal altre cop; les males relacions amb el nizam es van tornar a plantejar; el raja va donar suport a la revolta de 1857-1858, i al final del conflicte fou condemnat a deportació i es va suïcidar. L'estat fou confiscat. Pel tractat de 1860 l'estat fou cedit en plena sobirania al nizam